# Studeriotes spinosa
Studeriotes spinosa är en korallart som beskrevs av Thomson och Dean 1931. Studeriotes spinosa ingår i släktet Studeriotes och familjen Paralcyoniidae. Inga underarter finns listade i Catalogue of Life.